# Mevlan Murati
Mevlan Murati (in macedone Мевлан Мурати?; Tetovo, 5 marzo 1994) è un calciatore macedone con cittadinanza albanese, difensore del Gostivar.

## Carriera

### Club
Ha giocato nella prima divisione macedone ed in quella albanese.

### Nazionale
Debutta con l'Under-21 il 5 settembre 2015 nella partita valida per le qualificazioni ad Euro 2017, finita 1-0 contro l'Ucraina Under-21.
Nel 2017 partecipa agli Europei Under-21.

## Statistiche

### Cronologia presenze e reti in nazionale
| Cronologia completa delle presenze e delle reti in nazionale ― Macedonia under 21 | Cronologia completa delle presenze e delle reti in nazionale ― Macedonia under 21 | Cronologia completa delle presenze e delle reti in nazionale ― Macedonia under 21 | Cronologia completa delle presenze e delle reti in nazionale ― Macedonia under 21 | Cronologia completa delle presenze e delle reti in nazionale ― Macedonia under 21 | Cronologia completa delle presenze e delle reti in nazionale ― Macedonia under 21 | Cronologia completa delle presenze e delle reti in nazionale ― Macedonia under 21 | Cronologia completa delle presenze e delle reti in nazionale ― Macedonia under 21 |
| Data                                                                              | Città                                                                             | In casa                                                                           | Risultato                                                                         | Ospiti                                                                            | Competizione                                                                      | Reti                                                                              | Note                                                                              |
| --------------------------------------------------------------------------------- | --------------------------------------------------------------------------------- | --------------------------------------------------------------------------------- | --------------------------------------------------------------------------------- | --------------------------------------------------------------------------------- | --------------------------------------------------------------------------------- | --------------------------------------------------------------------------------- | --------------------------------------------------------------------------------- |
| 5-9-2015                                                                          | Skopje                                                                            | Macedonia under 21                                                                | 1 – 0                                                                             | Ucraina under 21                                                                  | Qual. Europeo Under-21 2017                                                       | -                                                                                 | 24’                                                                               |
| Totale                                                                            |                                                                                   | Presenze                                                                          | 1                                                                                 |                                                                                   | Reti                                                                              | 0                                                                                 |                                                                                   |

## Palmarès

### Club

#### Competizioni nazionali
- Campionato macedone: 3

Škendija: 2017-2018, 2018-2019, 2020-2021
- Coppa di Macedonia: 1

Škendija: 2017-2018